# Albert DeMond
Albert DeMond est un scénariste, producteur et réalisateur américain né le 7 mai 1901 à Providence, Rhode Island (États-Unis), décédé le 20 février 1973 à Los Angeles (États-Unis).

## Filmographie partielle

### Comme scénariste
- 1927 : Compromettez-moi (Silk Stockings) de Wesley Ruggles
- 1927 : His Foreign Wife
- 1927 : Le Fils de Kid Roberts (On Your Toes) de Fred C. Newmeyer
- 1928 : That's My Daddy
- 1928 : Give and Take
- 1928 : Buck Privates de Melville W. Brown
- 1929 : Le Piège d'amour (The Love Trap) de William Wyler
- 1929 : Cohen et Kelly aux bains de mer (The Cohens and Kellys in Atlantic City) de William James Craft
- 1930 : The Cohens and the Kellys in Scotland de William James Craft
- 1932 : The Unshod Maiden
- 1932 : Around the World in 18 Minutes
- 1932 : Around the Equator on Roller Skates
- 1932 : Doctor Jekyll's Hyde
- 1932 : The Greeks Had No Word for Them
- 1932 : The Good Old Days
- 1932 : Boo
- 1933 : Les Gaietés du collège (The Sweetheart of Sigma Chi) d'Edwin L. Marin
- 1933 : Lizzie Strata
- 1933 : The Sphinx  de Phil Rosen
- 1933 : Skyway
- 1933 : Sensation Hunters (en)
- 1933 : Shadows of Sing Sing
- 1933 : Above the Clouds
- 1934 : The House of Mystery (en) de William Nigh
- 1934 : The Loudspeaker (en)
- 1934 : Take the Stand
- 1934 : Two Heads on a Pillow
- 1934 : No Ransom
- 1934 : Lost in the Stratosphere
- 1934 : Flirting with Danger
- 1934 : Secret of the Chateau
- 1935 : Death Flies East (en) de Phil Rosen
- 1935 : The Perfect Clue
- 1935 : Storm Over the Andes
- 1935 : Unknown Woman
- 1935 : The Spanish Cape Mystery
- 1935 : Alas sobre El Chaco
- 1936 : The Leavenworth Case
- 1936 : Navy Born
- 1937 : Woman in Distress
- 1937 : North of Nome (en) de William Nigh
- 1938 : Little Miss Thoroughbred
- 1939 : Women in the Wind
- 1940 : Outside the Three-Mile Limit
- 1940 : Passport to Alcatraz
- 1940 : Fugitive from a Prison Camp
- 1940 : The Great Plane Robbery (en) de Lewis D. Collins
- 1941 : The Great Swindle (en) de Lewis D. Collins
- 1941 : Saddlemates
- 1941 : Gangs of Sonora (en) de John English
- 1941 : Outlaws of Cherokee Trail
- 1941 : Gauchos of El Dorado
- 1941 : West of Cimarron
- 1942 : Valley of Hunted Men
- 1942 : Ridin' Down the Canyon
- 1944 : Beneath Western Skies
- 1944 : Call of the South Seas
- 1944 : Shadow of Suspicion
- 1944 : Code of the Prairie
- 1945 : Trail of Kit Carson
- 1946 : Daughter of Don Q
- 1946 : The Crimson Ghost
- 1947 : The Wild Frontier (en) de Philip Ford
- 1948 : Madonna of the Desert (en)
- 1948 : King of the Gamblers (en)
- 1949 : Duke of Chicago (en)
- 1949 : Prince of the Plains (en) de Philip Ford
- 1949 : The Red Menace
- 1949 : Alias the Champ (en)
- 1950 : Unmasked
- 1950 : Federal Agent at Large (en)
- 1950 : Trial Without Jury (en) de Philip Ford
- 1951 : Million Dollar Pursuit
- 1951 : Pals of the Golden West
- 1952 : Border Saddlemates
- 1952 : Woman in the Dark (en)
- 1953 : Marshal of Cedar Rock
- 1966 : Cyclotrode 'X' (TV)

### comme producteur
- 1930 : Little Accident
- 1930 : The Cohens and the Kellys in Africa
- 1931 : Many a Slip
- 1931 : The Virtuous Husband
- 1932 : Around the World in 18 Minutes
- 1932 : Around the Equator on Roller Skates
- 1932 : Doctor Jekyll's Hyde
- 1932 : The Greeks Had No Word for Them
- 1932 : The Good Old Days
- 1932 : Boo

### comme réalisateur
- 1932 : The Unshod Maiden
- 1932 : Around the World in 18 Minutes
- 1932 : Around the Equator on Roller Skates
- 1932 : Doctor Jekyll's Hyde
- 1932 : The Greeks Had No Word for Them
- 1932 : The Good Old Days
- 1932 : Boo
- 1933 : Lizzie Strata
- 1943 : Riders of the Rio Grande